# Paulhac (Haute-Loire)
Paulhac é uma comuna francesa na região administrativa de Auvérnia-Ródano-Alpes, no departamento de Alto Loire. Estende-se por uma área de 8,4 km². Em 2010 a comuna tinha 658 habitantes (densidade: 78,3 hab./km²).